# Mămăligani, Alba

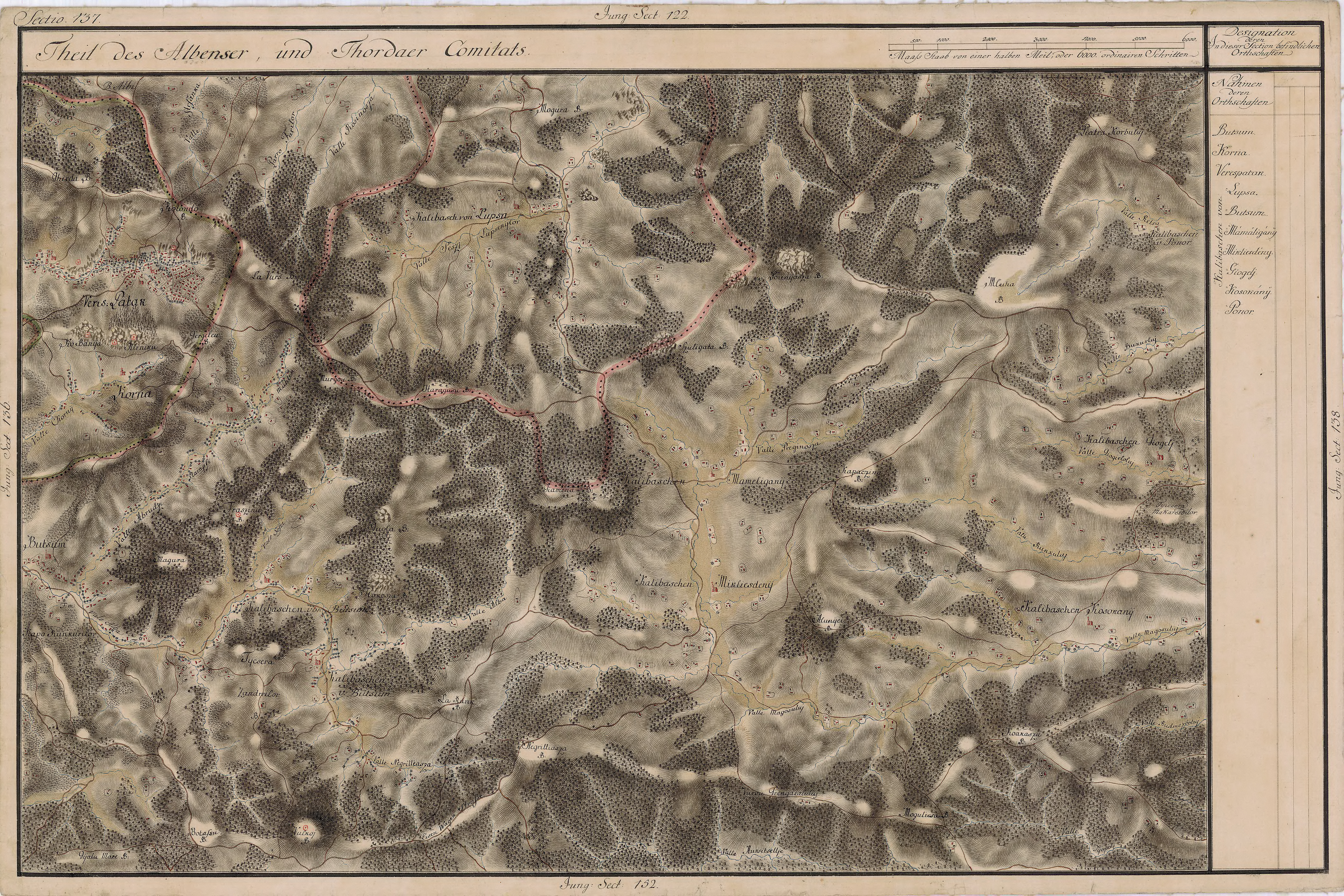
Mămăligani pe Harta Iosefină a Transilvaniei, 1769-1773 (Sectio 137)

Mămăligani este un sat în comuna Mogoș din județul Alba, Transilvania, România.
Pe Harta Iosefină a Transilvaniei din 1769-1773 (Sectio 137), localitatea apare sub numele de „Mameligany”. 

 Acest articol despre o localitate din județul Alba este deocamdată un ciot. Puteți ajuta Wikipedia prin completarea lui.